# インターセクショナリティ

インターセクショナリティは個人に当てはまる様々な属性を個別ではなく複合的に考える理論的枠組みである。この図では4つの楕円が重なることで、11の特有の交差が生まれることが示されている。

インターセクショナリティ（英: intersectionality）とは、複数のアイデンティティ（属性）が組み合わさることによって起こる差別や抑圧を理解するための枠組みである。また、複数のアイデンティティによって生じる社会的な特権を理解するためにも使われる。
20世紀後半にフェミニズム理論として提唱された。考慮される属性には、ジェンダー、セックス（身体的特徴によって割り当てられた性別）、性的指向、人種、社会的な地位や裕福さ、特定の能力や障害の有無、身体的特徴、出自などがある。日本語では交差性とも呼ばれる。

## 概要
インターセクショナリティは、人種やジェンダーなど、複数のアイデンティティの組み合わせにより、人々が経験する不公平さや有利さを識別するために使われる。
例えば、米国の自動車メーカー、ゼネラルモーターズ（GM）が、黒人女性に対して雇用差別をしていると訴えられた事例がある。GM社は女性を秘書として雇っており、黒人も工場勤務で雇っているため、性差別にも人種差別にも当てはまらないと主張した。しかし、秘書として雇われている女性は白人だけ、工場で雇われているのは黒人男性だけで、黒人女性は雇われていなかった。このように、人種差別と性差別が独立した差別であると考えると、黒人女性が経験する特有の差別を正確に把握できない問題があった。インターセクショナリティにおいては、二つ以上の差別が重なり合うとそれぞれが独立した状態では生じない差別があると認識することで、社会で特に周縁化された人々を排除しない事を目的とした。
インターセクショナリティが提唱される以前の第二波フェミニズムでは、一定の社会的な地位が認められていた白人中産階級の女性の経験に多くの焦点があてられていた。その「一般的」とされる女性像に当てはまらない有色人種の女性、労働者階級や貧困層の女性、同性愛者の女性、トランスジェンダーの女性、移民の女性は、多くのフェミニズムの議論から除外されていた。
インターセクショナリティは、女性の間における特権と抑圧の問題を正面から見直し、それまで議論されることの少なかった多様な女性の経験を取り入れることを重要視し、より視野の広い第三波フェミニズムへの発展に貢献した。このような運動はインターセクショナル・フェミニズムとも呼ばれ、異性愛者や白人などの社会的に多数派な女性を中心に社会を変えていくべきであると考えていたそれまでのフェミニズムから一線を画す。
インターセクショナル理論は、社会学理論としても研究され、質的分析の枠組みとして人種主義や性別主義などの連動した権力構造が社会で最も周縁化された人々に及ぼす影響の理解に貢献している。
インターセクショナル理論では、抑圧された個人の属性を、それぞれ独立したものとして捉えていた以前の分析構造を否定する。例えば黒人女性への差別は、黒人男性がうける人種差別と白人女性がうける性差別を合わせれば理解できるという考え方に反対する。この概念を応用することで、貧困層の有色人種の女性が経験する三重の抑圧を理解するなど、様々な応用が可能となる。この考え方は、社会や政治において平等を促進する際に、複数の差別の関係性を考慮するために広く使われている。

## 基本概念

### 社会的な特権
社会的な特権とは、性別、人種、階級、知能、年齢などの社会的な属性によって個人が得る特別な利益や、生きていく上での有利さを指す。
米国の社会学者、W・E・B・デュボイスが1903年の著書にて、白人アメリカ人が人種問題を意識する必要なく生活していることを指摘したことを発端に、個人の持つ社会的な特権と社会的や文化的な権力との関係が研究されてきた。
白人フェミニストで、長年人種差別の問題に取り組んできたペギー・マッキントッシュは1988年の論文で、白人特権を「不当に得た見えない資産」と定義し、「医療や法的な支援が必要な時に、私の人種が不利に働くことはない」ことなど、自身が経験する46の特権の例を提示した。マッキントッシュをはじめとする研究者は、特権により有利な環境にいる人はそれがあること自体にに気づかない、もしくは否定する傾向があることを指摘する。
米国の社会学者、マイケル・S・キンメルは社会的な特権を「追い風」に例えて説明している。人は向かい風に対して歩いているときは、一歩一歩にかかる労力に意識が向くが、追い風を受けて歩く際は、無風の時に比べて楽に歩けるにもかかわらず、風が吹いていることさえ気づかない場合がある。この追い風こそが社会的な特権である。追い風の中では少しの労力で自身を推進することができ、それは自身の努力で正当に得られたものだと認識する。また自分が受ける追い風は他の人にも同じように影響すると考え、向かい風の中を歩く他者が経験する苦労には気がつかないと表現した。
このように多くの人は、自分の属性が社会の中で優遇されている事実を直視せず、享受している利益は自分で得たものだと正当化しようとする。また、世の中には不当に優遇されている人がいることは認めつつ、そのような構造が社会全体に広く制度化されていることを否定する場合もあると指摘した。さらに、そのような制度化された構造的な社会的特権の存在を認めたとしても、やはり自分がそれにより利益を得たことは認めず、またその構造の解体に消極的な場合もある。シスジェンダーに代表されるように、特権として存在する属性は「普通」や「規範的」だとされることが多く、言語学的な標識がない（無標）場合も多く、それにより特権の存在自体が認識されにくい:63-64。

### 連動する構造的な抑圧

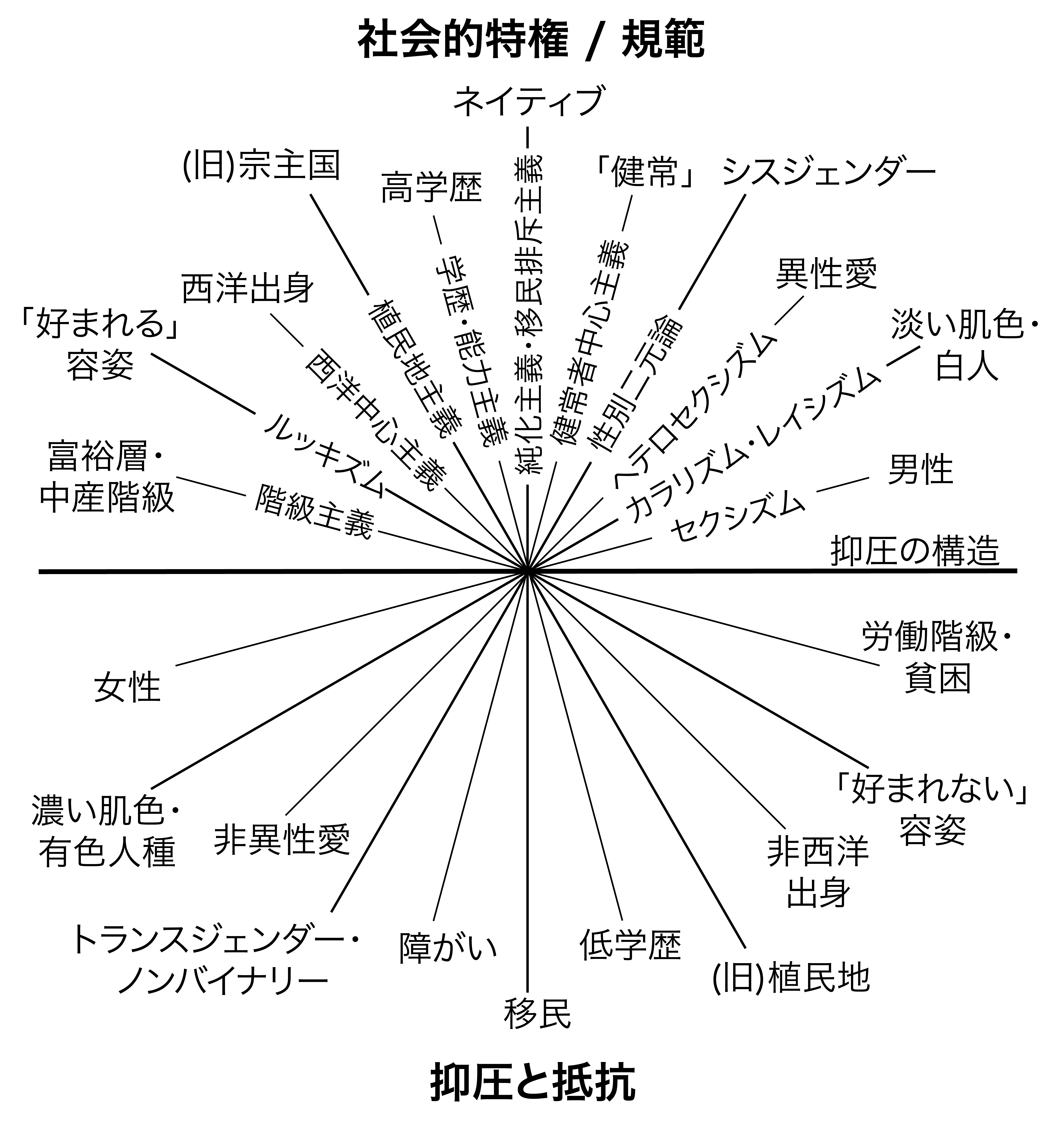
抑圧と特権のベクトルの交差

コリンズは、社会的の中で不平等が交差する構図を「支配のマトリックス」と呼んだ。また、類似の概念として「抑圧と特権のベクトル」とも呼ばれるものもある:204。これら用語は、セクシュアリティ、階級、人種、年齢など多くの属性の違いが抑圧の手段として使われることで、それぞれの個人の主観的な経験を形成することを表している。
コリンズ、ロードとフックスは、このような属性の「違い」が抑圧を形成し、さらにその抑圧の構図により、その違いが社会的に重要なものであると扱われると指摘する。特にコリンズは、このような「二分に対立する違い 」が構築されることで、互いの共通点よりもその違いに重点が置かれると指摘した:S20。リサ・A・フロレスは様々な属性の境界に存在する人にとって、抑圧と特権の両方に片足ずつ所属していることに気づくと示唆した。そういった人は、多層的なアイデンティティを持つこととなる。

### スタンドポイント認識論
スタンドポイント理論の社会学的な発展にはコリンズとドロシー・スミスが大きく貢献した。ここでのスタンドポイント（立場）とは、個人特有の社会的位置とそれによる視点のことを指す。スタンドポイント・アプローチでは、社会的な知識は特有の立場を持つ個人の中に存在するものとして、そのような知識は個別で主観的なものだとする。それはすなわち、社会的な知識はそれが得られた社会の状況によって違うということも意味する:392。
「内なるアウトサイダー」とは、あるスタンドポイントの主観である人とその人が属する社会や家族などの所属集団を含んだ概念である:S14:207。例えば黒人女性のように複数の抑圧された属性を持つ人は、たとえある分野で専門的な立場となったとしても、人種やジェンダーという社会的な属性が個人的な評価に影を落とすことがある。それにより、その分野の集団に完全に属していないと感じることがあり、すなわちその集団における内なるアウトサイダーとなる:S14。

### 抑圧の過程とそれに対する抵抗
周縁化された集団の人々は社会から一方的に「他者」(other) という属性を与えられることが多い:S18。社会学において「他者化」されることは、（異性愛規範などの）社会の慣例や規範に当てはまらないことを元に排除されることだとグロリア・アンザルデュアは指摘する:205。オードリー・ロードは「空想上の標準」という概念を用いて、社会の中で「他者」として扱われること、またそれによる社会認識について次のように記した:109。
批判理論の学者であるアーサー・ブリテンとメリー・メイナードは「支配には、常に被支配対象の客体化が行われる。あらゆる形の抑圧は虐げられた者の主観性を軽んじる」とした。これをもとに、コリンズは自己評価と自己定義が抑圧に抵抗する有効な術であると論じた:S18。自己を認識し自ら定義をすることは、抑圧されている集団に属する人にとって自尊心を保つために効果的で、周りから受ける非人間的な扱いの影響を軽減することができる:69。

## 歴史

### 第一波と第二波フェミニズム
インターセクショナリティは、それ以前のフェミニズム理論やフェミニズム運動、また他の社会運動においても見落とされてきた権力関係を明らかにするために開発された。特に、アメリカ合衆国における初期のフェミニズム運動は多くの場合、白人女性の権利や関心ごと、闘争に関係する運動が注目を浴びた。例えば、第一波フェミニズムは主に白人女性の参政権を初めとした白人の男女の政治的平等を勝ち取ることを目的とし、人種間の不平等や差別は、おおよそ無視されていた。
第二波フェミニズムはベティ・フリーダンの『新しい女の創造』が引き金となって始まり、女性を家庭に閉じ込める性役割や性差別を解体しようとした。この時期のフェミニストたちは1963年の賃金平等法や教育修正法第9条、ロー対ウェイド事件等で成功を収めた一方で、黒人女性たちを主流の運動から疎外した。

### インターセクショナリティの発展
米国のフェミニズム運動が黒人女性を長らく疎外したため、アンナ・J・クーパーをはじめとする、19世紀や20世紀に活躍した多くの黒人フェミニストは批判の声をあげていた。経済的に余裕のある白人女性が主導したフェミニズム運動による「女性は均一なカテゴリーであり、同一の生活体験を有する」とする考え方に有色人種の女性から批判が上がったのである。このような批判を元に、「女性が経験する抑圧は彼女の性別だけでなく、人種や経済状況、障害の有無などで大きく異なる」という認識が一度定着すると、フェミニストたちはどのアイデンティティがいかに組み合わさって「女性の運命を決定付ける」のか、研究を始めた。
「インターセクショナリティ」という用語は、1989年に黒人女性学・法学研究者キンバリー・ウィリアムズ・クレンショーによって発案されたものだが、それまでに多くの有色人種のフェミニスト達が行った研究が基礎となった。例えば、1970年代にボストンのブラック・レズビアン・フェミニスト団体、コンバヒー・リバー・コレクティブが提唱した「同時性」を意味する"simultaneity"という概念は、人種、ジェンダー、社会階級が同時に及ぼす影響について言及し、黒人男性が主導した公民権運動や、白人、シスジェンダー、中流階級の異性愛者が主導したフェミニズムを批判していた。

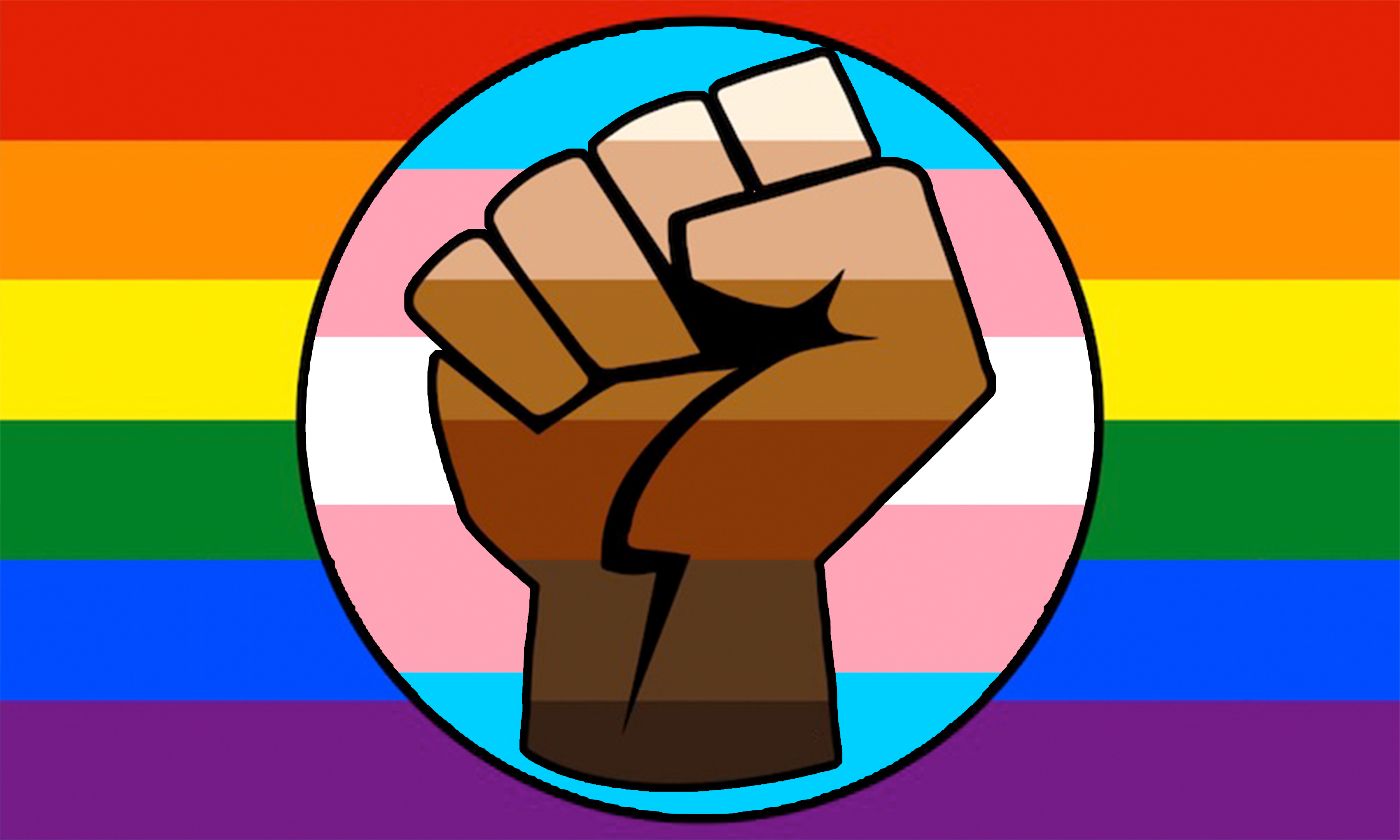
レインボーフラッグ、トランス・プライド・フラッグとブラック・ライヴズ・マターの連帯を示す旗

もともとインターセクショナリティは、有色人種の女性に対する社会的な抑圧を理解するために編み出された理論だが、その汎用性の高さから性的指向、社会階級、国籍、体型などの身体的特徴、能力や障害の有無など、より多くの社会属性の影響を研究するためにも使われる。
第三波、第四波フェミニズムに代表される21世紀のフェミニズムでインターセクショナリティが重要視されていることは、1848年のセネカ・フォールズ会議以来続いた中流階級の白人シスジェンダー女性中心のフェミニズムから大きく方向転換していることを表している。作家のベル・フックスが述べたように、インターセクショナリティの広がりは「ジェンダーが女性の運命を決める一番大切な要因であるという考え方に、真っ向から挑んだ」。レズリー・マッコールを始めとする近年の社会学者の多くが、インターセクショナリティ理論の誕生が社会学に及ぼした多大な影響を評価し、それ以前は複数の抑圧を経験する人々の経験に注目した研究は少なかったと指摘した。

## 理論の発展

### キンバリー・ウィリアムズ・クレンショー

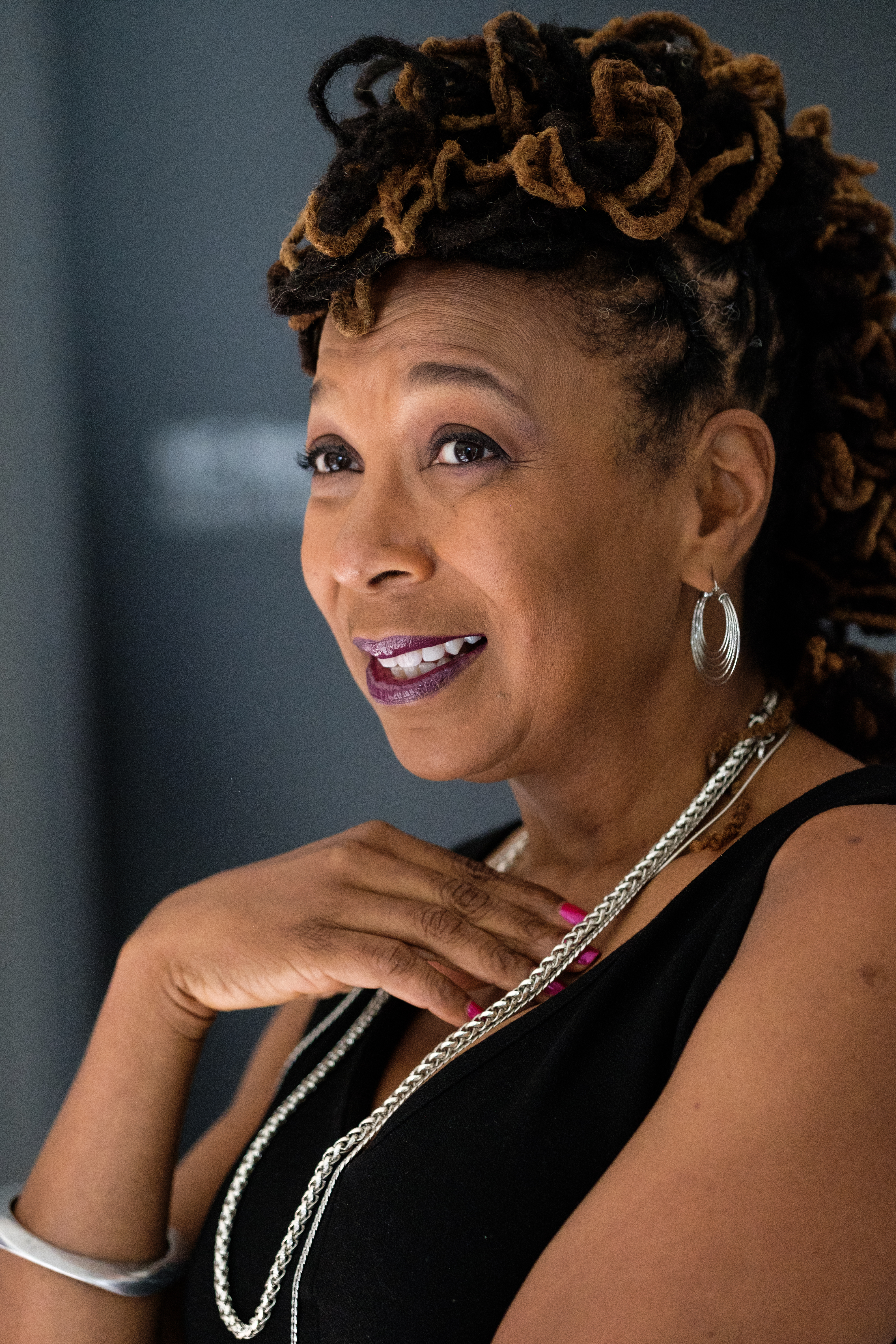
1989年のキンバリー・クレンショーによる論文で「インターセクショナリティ」という用語が提唱された。

交差性を意味する「インターセクショナリティ」という用語は、法学者であるキンバリー・ウィリアムズ・クレンショーが1989年に発表した論文『人種と性の交差点を脱周縁化する：反差別の教義、フェミニスト理論、反人種差別主義政治に対するブラック・フェミニスト批評』で初めて使われた。
クレンショーは黒人女性たちによるフェミニズム運動、ブラック・フェミニズムに言及し、黒人女性が経験する人種差別と性差別という二つの抑圧はそれぞれ独立しているものではなく、人種差別と性差別が交差することで生まれる新たな側面、特にそれぞれの抑圧と差別が互いをより強固にする側面を認識する必要があると論じた。また、米国では人種的なマジョリティである白人女性が経験する抑圧と、有色人種の女性が経験する抑圧には、人種や階級の差から生じる違いが存在し、それが認識されていないフェミニズムには有色人種の女性の経験が反映されていないと指摘した。クレンショーの論文では、DVやレイプなどの男性による女性への暴力の分析が行われ、有色人種の女性は人種による暴力とジェンダーによる暴力の両方を複合的に経験していると論じた。
抑圧だけでなく、抑圧に対する抵抗運動や市民運動においても有色人種の女性は周縁化されているとし、公民権運動などの反人種差別の議論と反性差別の議論がそれぞれ独立したものとして行われることで、どちらの運動においても有色人種の女性の経験は排除されていると指摘した。
この論文発表以後、「インターセクショナリティ」という用語は人種問題、アイデンティティ政治、公権力による規制など、社会問題やその法整備についての議論の重要なキーワードとして認識されるようになった。

### パトリシア・コリンズ

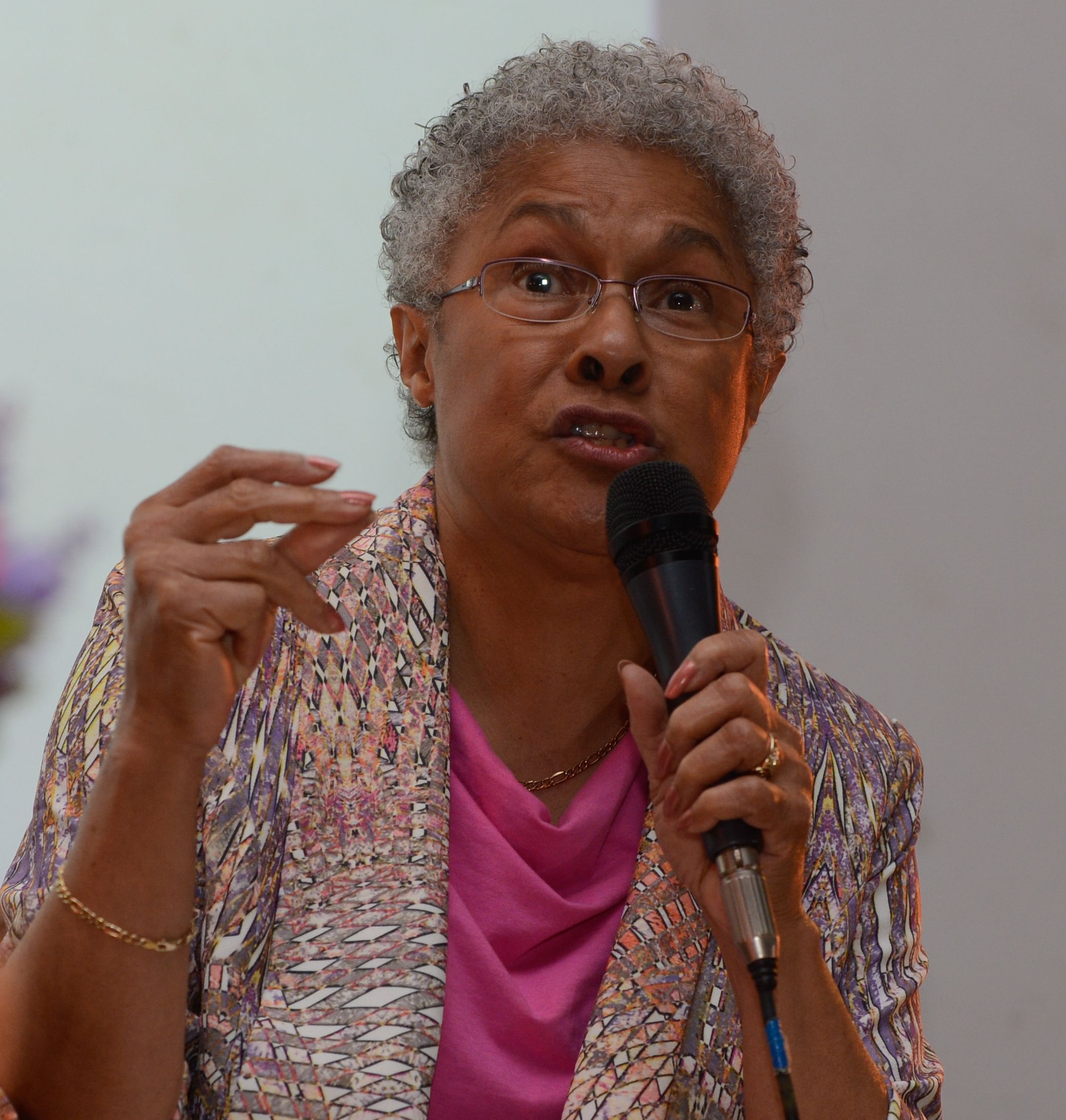
パトリシア・コリンズはインターセクショナリティの社会学的な発展に貢献した。

インターセクショナリティの社会学的な発展は、社会学者パトリシア・ヒル・コリンズの貢献が大きい。コリンズによると、クレンショーの「インターセクショナリティ」は、彼女が以前から研究していたブラック・フェミニズムの考え方を、アフリカ系アメリカ人の女性にのみに当てはまる概念から、あらゆる女性に適応できる理論に発展させたと評価した:61。クレンショーと同じく、コリンズもそれぞれの「抑圧の文化」の傾向は関連しているだけでなく、人種、性別、階級、民族などのアイデンティティが交差する社会システムの中で互いに合わさり、影響しあっていることを指摘した:42。コリンズはこれを、「複数の種類の抑圧を元にした社会制度が連動することによって不公平な結果を生産している」と説明した。
コリンズはまず、インターセクショナリティの理論をより体系的に発展させるための枠組みを作る必要性を感じた。そのために重要な三つの研究分野として、1）インターセクショナリティの内部的な背景、思想、問題、矛盾点などの議論を扱う分野、2）インターセクショナリティを分析の枠組みとして、現行の社会制度がどのように社会的な不平等を存続させているか分析する分野、3）そしてインターセクショナリティの理論を社会正義の実践の根幹とし、社会に変化をもたらすための適用方法を研究する分野を提唱した。

### 19世紀のフェミニストによる影響

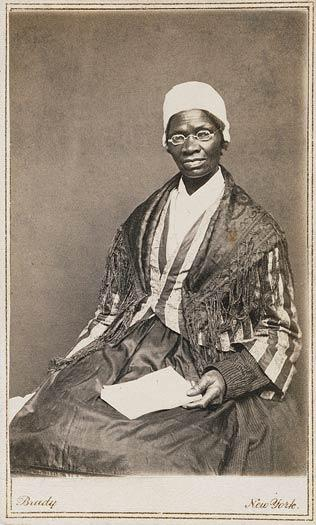
ソジャーナ・トゥルース

複数の抑圧を交差的に認識する思想が、古くから存在していたことはクレンショーの論文でも示唆されている。例えば、1851年のソジャーナ・トゥルースによる即興的に行われた演説『私は女ではないの？』では、元奴隷として人種化された立場から「本質主義的な女性性」の存在を否定した。また、黒人開放運動家アンナ・J・クーパーは1892年に発表したエッセイで、黒人女性は複数の抑圧を経験していることから、社会の変革のために最も重要な役割を成すことができると主張した。

### 20世紀のフェミニストによる影響
パトリシア・コリンズは、インターセクショナリティのルーツは、1960年代から90年代にかけて活動したブラック、チカーナ、ラテン系、アジア系、そしてアメリカ先住民フェミニスト達にあるとした。また、カルチュラル・スタディーズのスチュアート・ホールやニラ・ユヴァル＝デイヴィス、アンナ・J・クーパー、アイダ・B・ウェルズなど他分野の学者達もそれぞれの時代に複数の不平等が相互に影響し合う様を議論していたことを指摘した。

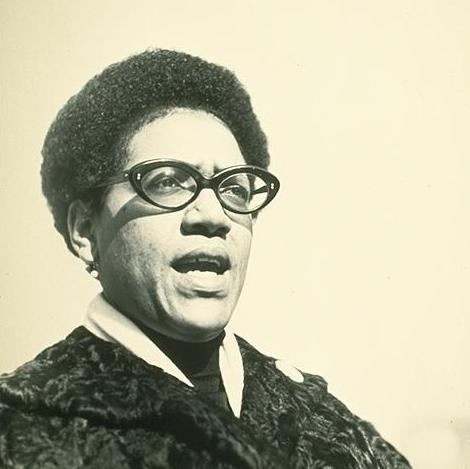
オードリー・ロード

フェミニズムの分野では、1980年に第二波フェミニズムが後退し、オードリー・ロード、グローリア・E・アンザルデュア、アンジェラ・デイヴィスなどの有色人種のフェミニスト達が、学術研究の場に当事者の視点を持ち込んだことが大きなきっかけとなった。1980年代に多くの学者やフェミニストが行なった人種、階級、ジェンダーの関係性の研究が「インターセクショナリティ」という一つの概念に繋がったと分析した。
オードリー・ロードはインターセクショナリティを主なテーマとした重要な作家である。ロードは自身が「黒人、レズビアン、母、闘士、詩人」であると語った。その肩書はロードの黒人、同性愛者、女性といったアイデンティティが同時に存在し、それぞれの交差によって生む経験を象徴していた。ロードは1980年の論文で、長編の小説やエッセイを書くためには「自分だけの部屋が必要かもしれないが、さらに紙やタイプライター、そして何より多くの時間が必要となる」とし、労働階級の女性にとっては容易な表現方法ではないことを指摘した。仕事の合間や紙切れに表現をすることのできる詩は、他の芸術形態に比べて多くの人が表現することができる表現方法だとした。学術、芸術、表現の世界で社会階級が及ぼす強い影響と特定の表現方法に与えられた権威性を非難した。
チェリー・モラガとグロリア・アンザルデュアが1981年に第一版を出版した、黒人、ラテン系、アジア系の作家による詩歌集『我が背というこの橋』は、主にジェンダーと人種の関係に注目していたインターセクショナリティの範疇を広げることへと貢献した。この詩歌集では、人種やジェンダーに加え、性的指向や階級などが交差することで、さらに特有の政治的なカテゴリーを形成する様が模索された。多数の有色人種の作家がそれぞれの背景を一つの詩歌集に持ち寄ったことでインターセクショナリティの概念が強く打ち出され、それまで中産階級の白人フェミニスト達によって想定されていた均一の女性像に挑戦した。

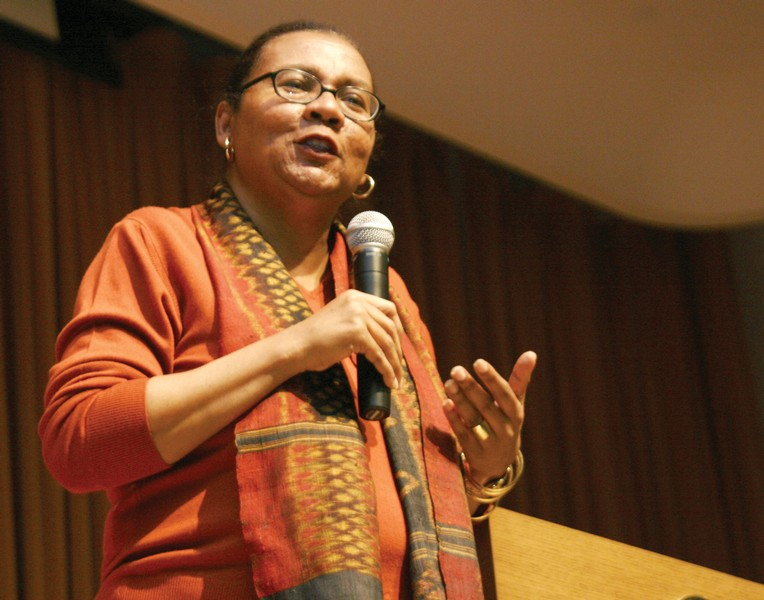
ベル・フックス

階級、ジェンダー、性的指向による経験は「人種化」の影響を注意深く考慮しなければならないことは多くのフェミニストが指摘してきた。この人種化の影響はフェミニストで学者であるベル・フックスが深く考察している。特に1981年出版の著書『アメリカ黒人女性とフェミニズム ベルフックスの「私は女ではないの？」』において詳しく取り組まれた。フェミニストはインターセクショナリティを理解することは、政治的、社会的な平等を勝ち取り、民主主義の発展させるためには欠かせない要素であると指摘する。コリンズのインターセクショナリティについての社会学理論は、近代フェミニズムからポストモダン・フェミニズムへの移行の起点となった。

### 21世紀のインターセクショナル・フェミニズム
マリー=クレア・ベローは様々な民族のフェミニストの間での協力のための「戦略的インターセクショナリティ」を提唱した:51。自身の出身地で、カナダのフランス語圏でもあるケベック州と主に英語圏であるその他の州を比較し、民族や文化の違う集団では独自のアイデンティティを持ったフェミニズムが生まれるとし、それは地方ごとに無限に細分化されていくことを示したとした。ベローによると戦略的インターセクショナリティは、文化民族的な違いは重要でないとする普遍主義的な考えを否定し、また文化民族的な違いがその集団に固定的に属するという本質主義的な考えも否定する。代わりに、集団間におけるフェミニズムの違いは社会文化的な背景によって生まれ、その実践は普遍的でも本質的でもなく戦略的であると主張する。戦略的インターセクショナリティを用いることで、様々な形態の協力を可能とし、例えば旧宗主国のような支配的な集団と旧植民地のように周縁化された集団のように、権力による差がある集団の間での協力が可能だと主張した:54。
同様に、ブルシャリ・パティルをはじめとするインターセクショナル理論の研究者は、人種や文化的なヒエラルキーに越境的な観点を含む必要性を強く指摘する。パティルは国家がアイデンティティに与える影響について、「国境をまたいだ地域間の権力関係を無視し続け、国家とその発展の経緯で起こる越境的なプロセスを問題視しなければ、私たちの分析は空間的にも時間的にも植民地近代主義に縛られたままとなる」と語った。非西洋社会におけるインターセクショナリティの展開は後述を参照。

### マルクス主義フェミニズム批判理論
W・E・B・デュボイスは、人種、社会階級、そして国籍という政治的アイデンティティが、黒人にとっての経済政治を決定づける可能性を示唆した。パトリシア・コリンズによると、デュボイスは人種、階級、国籍などは個人的アイデンティティではなく、黒人を権力や資産から疎外する社会的な階層だと認識していたものの、性別については個人的なアイデンティティだとして議論しなかった:44。
チェリル・タウンズエンド・ギルクスは、デュボイスの理論をもとに、黒人女性の経験に注目することの重要を指摘した。ジョイ・ジェームズはさらに、インターセクショナリティを用いることで、政治経済を分析することを提唱した。この三つの観点をふまえ、パトリシア・コリンズはマルクス主義フェミニズムとインターセクショナリティを組み合わせることで、労働と家庭の関係性における黒人女性の貧困を分析した。
人種と性別の交差は、労働市場において明らかな影響があることが示されている。学歴、職務経験や技術などでは説明できない労働市場の傾向を、人種と性別およびその交差による差別を加味すれば説明できることが社会学的に示されている:506。特に、賃金、職業差別、家事労働でその傾向が強く見られる。人種やジェンダーなどで特権的な属性を持つ人ほど、不当な賃金や、職業差別、搾取的な家事労働にさらされる可能性が少なくなる。インターセクショナリティを用いた労働市場の分析により、社会な立場による経済的な不平等をよりよく理解することができる:506-507。

## 社会での実践
インターセクショナリティの考え方は、政治、教育、ヘルスケア、雇用、経済に至るあらゆる分野で適用することができる。

### 教育現場
サンドラ・ジョーンズが行った労働階級出身の女性教授を対象にした聞き取りでは、人種をはじめとした様々な社会的な属性内で実力主義（メリトクラシー）をもととする階級意識の表れ方に違いがあることが確認された。努力や才能があれば必ず成功できるという実力主義的な考え方は、労働階級に所属する人に対して「怠けている、ばかな」というスティグマに繋がる。ジョーンズの研究では、ステレオタイプにより中産階級であることが当たり前だと認識される白人学生と、労働階級であるはずだと見られる黒人学生の間では実力主義や階級主義の認識が異なることが示された。

### 医療
医療の分野においても、有色人種の人々はしばしば差別的な待遇を受ける。構造的な人種差別によるストレスが出生不良のリスクを増加させるという仮説を検証したカリフォルニア州の研究では、人種差別と宗教差別が増加したアメリカ同時多発テロ事件の直後には、ムスリム系とアラブ系の人々の間で低体重出産やそのほかの出生不良が有為に増加したことが確認された。一部の研究者たちは、移民政策から生じるストレスや、医療へのアクセス制限、「健康の社会的決定要因」のメカニズムが、移民の人の健康に影響を及ぼしている可能性を指摘している。また、セックスワーカーのように偏見に晒されている職業に従事する人は、適切な医療が受けにくく、特にトランスジェンダーのセックスワーカーは多層的な偏見で適切な医療や情報へのアクセスがさらに制限されていることが報告されている。

### 歴史と社会制度
インターセクショナリティは歴史的な政策や規制を分析する手法として使うこともできる。アメリカの歴史を辿ると、権力を持った限られた人たちが資産や財産を得ることが可能で、それ以外の人たちは資産を奪われたり、奴隷のように人自体が資産とされる立場であった。アメリカ先住民族がヨーロッパ系の入植者に土地を奪われた歴史は、20世紀に日系人の強制収容とそれに伴う土地の差し押さえなどの影響は現在の社会にも反映されている。メキシコ領の軍事制圧やアフリカ大陸から人を拉致し、「資産」として人を所有する奴隷制の歴史など、社会的な属性と資産、財産形成の関係は深い。何を資産と定義するのか、誰がその財産を有することができるのかといったことは、特権的な属性の人によって決められてきた。また、社会的利益の大部分は、財産を生成した者（労働者）ではなく、資産を所有している者に生じていた。
インターセクショナリティの枠組みを用いた分析は、国家や権力による、人種や性別で階級が決まる差別的な労働市場や、生殖や家族形成に規制を敷くといった家父長的な政策に適応することができる。政策、手続き、慣行、法律などが、特定の人種、階級、ジェンダー、セクシュアリティ、能力などに影響を及ぼしているあらゆる分野に、インターセクショナリティのフレームワーク分析を用いることができる。

### ソーシャルワーク
インターセクショナリティの論者は、人種や障害などの交差を考慮に入れていない限り社会福祉が複合的な差別を経験する人の役に立つことはないと主張する。実際、米国のドメスティック・バイオレンス（DV）のカウンセラーが、複合的な差別を気に留めず、すべての女性に対して、警察に被害を報告するように促すことがある。しかし、米国における警察の非白人に対する残虐行為の歴史から、多くの有色人種の人は警察に不信感やトラウマを抱いており、そのようなカウンセリングは必ずしも役に立たないとされている。
また、障がいを持つ人に対するDVや虐待被害の支援は、社会的な「障がい」という属性に対する抑圧を理解せずにはできないことが指摘されている。障がいのある女性は、DVを受ける頻度や、加害者の総数が「健常」とされる女性よりも高い。また、医療従事者や介助者による虐待も横行しており、障害のある女性は虐待から逃れる選択肢が少ない 。性的暴力に関する社会的な「沈黙」はしばしばフェミニズムで問題に挙げられるが、特に障がい者に対する虐待が蔓延している状況は、社会全体が否定し、虐待に遭遇しても無視をするといった現状が指摘されている。
このような現状の中、障害を持つ女性を「守られる対象」だとするパターナリスティックな保護観により、当事者は家族以外の社会から隔離され、社会的に孤立することが指摘されている。このようなパターナリズムは、重度の知的障害の際にひときわみられ、「管理されるべき」だといった障がい者に対する偏見が性差別と組み合わさることによって起こる。インターセクショナルな観点が欠如した例として、優生保護法において、女性障がい者に対する性的暴力の「解決策」として強制不妊手術や本人の意思を伴わない中絶が制度化されたことがあげられる。このように、障害を持つ女性は自主性や身体的インテグリティが制限され、そういった環境の中でさらなる虐待が起こりうる特有な状況に身を置くことになる。

## 国際的な文脈におけるインターセクショナリティ

### EUにおけるインターセクショナリティ

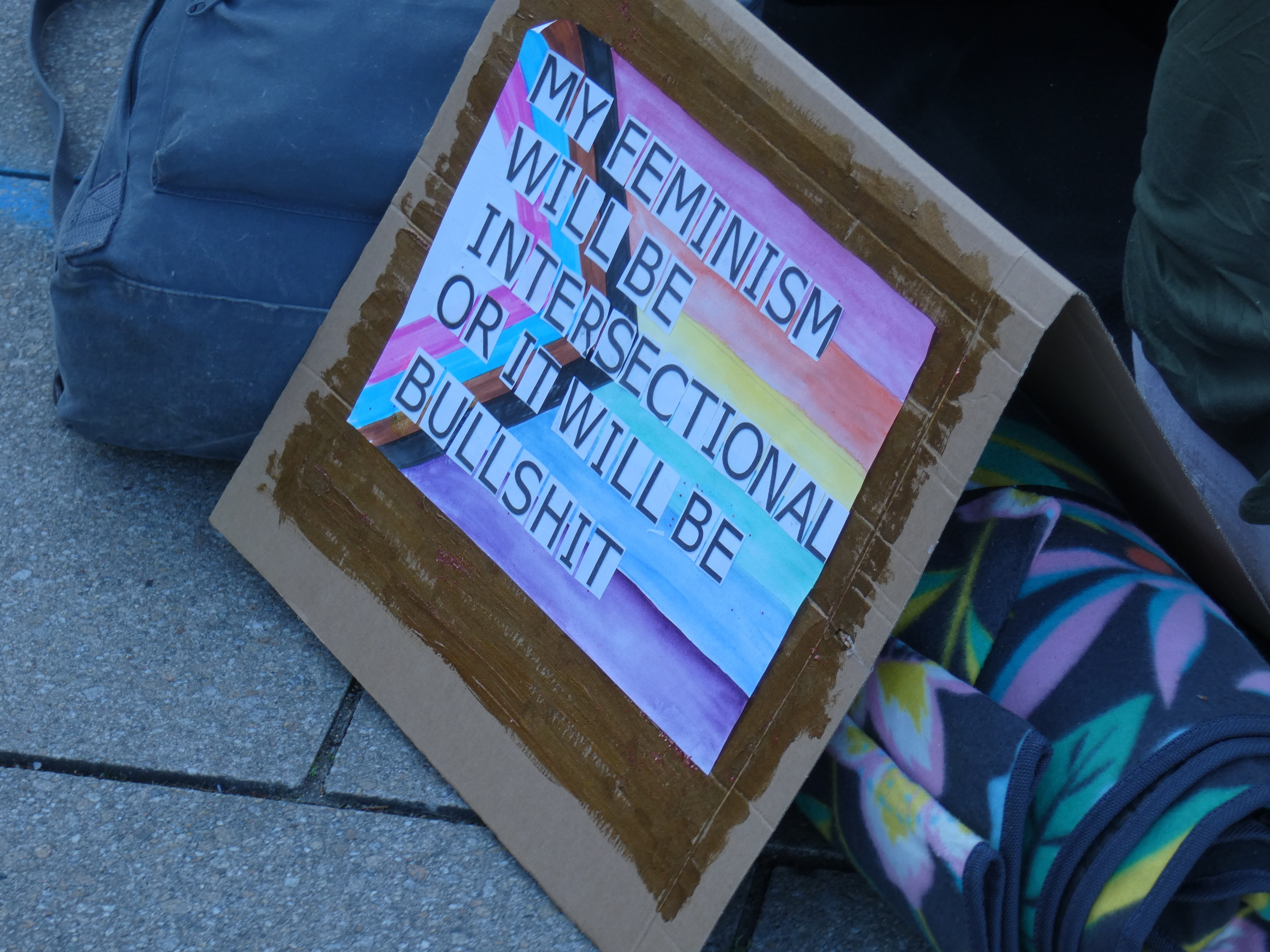
2020年ドイツ、ハンブルグのダイク・マーチで「私のフェミニズムはインターセクショナルでないならば、デタラメだ」と書かれた標語。

欧州連合（EU）では、クレンショーがインターセクショナリティの定義を提唱する以前から、社会的な属性の交差と、それらの作用を認識し、制度に反映する必要性が議論されてきた。EUやイギリスでは、これらの交差を「複合差別」と呼んでいる。当初は性別、人種、階級といった属性が重要視されたが、新たに宗教、セクシュアリティ、民族などの要素とそれらの交差が含まれ、多次元的なインターセクショナリティの概念へと変化していった。また、EUでは、複合差別に対応した差別禁止法が成立したが、その内容は依然として議論の余地が残っている。この複合差別の概念はEUだけではなく、世界各地で自分自身、及び、他者のアイデンティティを理解する際の新たなアプローチ方法として使われている。

### 非西洋社会におけるインターセクショナリティ
2009年に北京で行われたジェンダー研究の学会において「封建的なジェンダー観や家族観と家父長制の影響力が、中国からの移民労働者、韓国のセックスワーカーとその顧客、インドの未亡人、そしてウクライナの移民、新興中産階級に属すオーストラリア人男性の生活など」にもみられると結論づけられた。このように、国際的に見ると、クレンショーが当初想定していたよりも多く複雑な差別と抑圧の交差が存在していることが示唆される。
インド出身のポストコロニアル・フェミニストであるチャンドラー・モハンティは、国際的な女性同士の連帯におけるインターセクショナリティの役割を論じている。特にモハンティは、西洋のフェミニストによって提唱された、「世界的な非白人女性」といった属性やそこから示唆される「第三世界の女性」に関する理論を批判している。「第三世界の女性」は西洋のフェミニストによって、しばしば同質の存在として捉えられている。しかし、実際には、彼女たちの抑圧の経験は、それぞれの地理、歴史、文化などによって構築されており、西洋のフェミニストは、第三世界や南半球の発展途上国におけるフェミニズムの中で複雑に交差している固有のアイデンティティを見逃してしまっているからである。モハンティは、欧米のフェミニストの思考の根幹にある植民地主義的な考えが批判されず、諸外国との権力構造の関係性が考慮されない形でのインターセクショナリティの実践について疑問を投げかけている。植民地化の影響を今も受けている社会におけるフェミニズムの実践として、インドの女性が欧米諸国、及び、植民地化の影響を受けていない非欧米諸国と異なる状況下でフェミニズムを実践し、特有の複合差別を確認していることを論じている。

### トランスナショナル・インターセクショナリティ
ポストコロニアル・フェミニストとトランスナショナル・フェミニストは、インターセクショナリティが人種などの属性を含めながらも、基本的には西洋の、教育され、工業化され、富のある、民主的な社会から発せられた概念だと批評している 。第三世界のフェミニストは、すべての女性が同質のジェンダーと人種的抑圧を経験すると仮定している西洋のインターセクショナリティの概念を修正するために活動をしてきた。 
シャリー・グレーブは、インターセクショナリティのより包括的な概念を表すために「トランスナショナル・インターセクショナリティ」という言葉を提唱した。グレーブは、「トランスナショナル・インターセクショナリティは、歴史的、また、顕在化したグローバル資本主義によって特徴づけられた帝国建設や帝国主義政策の文脈において、ジェンダー、民族、セクシュアリティ、経済的搾取、その他の社会的ヒエラルキーの交差を重要視している」と記述している。第三世界のフェミニストもトランスナショナル・フェミニストも、「複雑に交差する抑圧と複数の抵抗の形態」に注目することを提唱している。

## 批判

### 方法論に対する批判
社会理論学者、レベッカ・ライリー＝クーパーによると、インターセクショナリティはスタンドポイント認識論に強く依存しており、スタンドポイント理論に対する批判の対象となりうるとした。インターセクショナリティでは抑圧の経験は、被抑圧者の認識が最も適しているとしているが、類似の抑圧を経験した人同士の間で認識が違う場合などに矛盾が生じることがある。多数の主観的な証言を元にすることで、共通の社会問題に取り組むことが容易でないことがある。 また、複数の抑圧が結合することで、問題の複雑さが増すとの指摘もある。
レキア・ジブリンとサラ・サレムは、インターセクショナル理論を元とする反抑圧の思想は、時に非現実的なほどに多くの要素を考慮する必要性を支持者に求め、実践に移すことが難しい場合があると批判した。また、インターセクショナリティの特徴である属性の単純化を否定し、複雑さを受け入れることで、社会に対する問題提起でなく、集団、属性内の違いに注意を向けると指摘した。

### 心理学
心理学は、インターセクショナリティを早くから取り入れてきた分野の一つである。特に偏見、他者の認識、ステレオタイプなどの研究で属性の交差が研究されてきた。しかし、心理学の「人間ー状況論争」に代表されるように、状況や環境を属性と同じような一要因として扱うことで、個人の行動の一貫性を否定し、属性の交差が個人の経験を決定するという考えに批判的な場合もある。また、雇用で不利に働く属性が恋愛では有利に働くなど、限られた状況を分析すると偏見やステレオタイプが有利に働く場合もあり、抑圧の交差により複雑さを形成しているという指摘もある。